# Museu de Arte Machiko Hasegawa
O Museu de Arte Machiko Hasegawa (長谷川町子美術館, Hasegawa Machiko Bijutsukan) é um museu de arte situado em Setagaya, Tóquio, no Japão, dedicado a desenhadora e autora de manga japonesa Machiko Hasegawa. Foi fundado a 3 de novembro de 1985.
Machiko Hasegawa desenhou a tira de banda desenhada Sazae-san entre 1946 e 1974, que foi publicada no jornal Asahi Shimbun. Hasegawa era também uma colecionadora de arte, tendo a sua coleção e os pertences da sua irmã Mariko sido alojadas no museu.
O museu exibe desenhos originais, bonecos de argila, pinturas e também as obras de artistas ocidentais e japoneses.